# Colotis phisadia
Colotis phisadia är en fjärilsart som först beskrevs av Jean Baptiste Godart 1819.  Colotis phisadia ingår i släktet Colotis och familjen vitfjärilar. Inga underarter finns listade i Catalogue of Life.